# Robert Downey Sr.
Pour les articles homonymes, voir Downey (homonymie).
Robert Downey Sr. est un réalisateur, acteur, scénariste, producteur, directeur de la photographie et monteur américain, né le 24 juin 1936 à New York (État de New York), et mort le 7 juillet 2021 dans la même ville.
Il est notamment connu comme réalisateur et scénariste du film Chaude journée à L.A..

## Biographie

### Famille
Père de Robert Downey Jr., Robert Downey Sr. a également une fille prénommée Allyson, dont la mère est aussi l'actrice Elsie Ford (1934-2014).

### Mort
Robert Downey Sr. meurt dans son sommeil dans la nuit du 6 au 7 juillet 2021, des suites de la maladie de Parkinson contre laquelle il luttait depuis plusieurs années,

## Filmographie

### Comme réalisateur
- 1961 : Balls Bluff
- 1964 : A Touch of Greatness
- 1964 : Babo 73
- 1965 : Sweet Smell of Sex
- 1966 : Chafed Elbows (en)
- 1968 : No More Excuses
- 1969 : Putney Swope (en)
- 1970 : Pound
- 1972 : Le Paradis du Mexicain (Greaser's Palace)
- 1973 : Sticks and Bones (en)
- 1980 : Up the Academy
- 1986 : America
- 1988 : Rented Lips (en)
- 1991 : Dernières Volontés (Too Much Sun)
- 1997 : Chaude journée à Los Angeles
- 2005 : Rittenhouse Square

### Comme acteur
- 1961 : Balls Bluff
- 1968 : No More Excuses  : Pvt. Stewart Thompson
- 1969 : Naughty Nurse de Paul Bartel : Desk Clerk
- 1969 : Putney Swope (en) : Putney Swope (voix)
- 1971 : You've Got to Walk It Like You Talk It or You'll Lose That Beat (en) de Peter Locke : Head of Ad Agency
- 1985 : Police fédérale, Los Angeles (To Live and Die in L.A.) de William Friedkin : Thomas Bateman
- 1988 : Moving Target (en) de Chris Thomson (pt) (TV) : Weinberg
- 1988 : Toutes folles de lui (Johnny Be Good) de Bud S. Smith (en) : NCAA Investigator
- 1993 : Les Chroniques de San Francisco (Tales of the City) (feuilleton TV) : Edgar's Doctor
- 1994 : Hail Caesar d'Anthony Michael Hall : Butler
- 1996 : The Sunchaser de Michael Cimino : Telephone Voices
- 1997 : Boogie Nights de Paul Thomas Anderson : Burt the Studio Manager
- 1999 : Magnolia de Paul Thomas Anderson : WDKK Show Director
- 2000 : Family Man (The Family Man) de Brett Ratner : Man in House
- 2004 : From Other Worlds de Barry Strugatz (en) : Baker
- 2011 : Le Casse de Central Park  (Tower Heist) de Brett Ratner : Le Juge

### Comme scénariste
- 1961 : Balls Bluff
- 1964 : Babo 73
- 1966 : Chafed Elbows (en)
- 1968 : No More Excuses
- 1969 : Putney Swope (en)
- 1970 : Pound
- 1972 : Greaser's Palace
- 1973 : Sticks and Bones (en)
- 1975 : Choc (Moment to Moment) de Mervyn LeRoy
- 1980 : The Gong Show Movie
- 1983 : Rage d'Anthony Maharaj  (TV)
- 1986 : America
- 1991 : Dernières Volontés (Too Much Sun)
- 1997 : Chaude journée à Los Angeles

### Comme producteur
- 1961 : Balls Bluff
- 1964 : Babo 73
- 1966 : Chafed Elbows (en)
- 1969 : Putney Swope (en)
- 1997 : Chaude journée à Los Angeles
- 2001 : Strut! de Max L. Raab

### Comme directeur de la photographie
- 1953 : The American Road (en) de Clark Jones (en)
- 1964 : A Touch of Greatness
- 1965 : Sweet Smell of Sex
- 1966 : Literature Au-Go-Go d'Albert Cullum (en)

### Comme monteur
- 1966 : Literature Au-Go-Go. d'Albert Cullum (en)

### Comme assistant réalisateur
- 1971 : Cold Turkey de Norman Lear.